# Гааг-ан-дер-Ампер
Гааг-ан-дер-Ампер (нім. Haag an der Amper) — громада в Німеччині, розташована в землі Баварія. Підпорядковується адміністративному округу Верхня Баварія. Входить до складу району Фрайзінг. Складова частина об'єднання громад Цоллінг.
Площа — 21,70 км2. Населення становить 2977 ос. (станом на 31 грудня 2020).